# Fleurine
Pour les articles homonymes, voir Fleurine (homonymie).

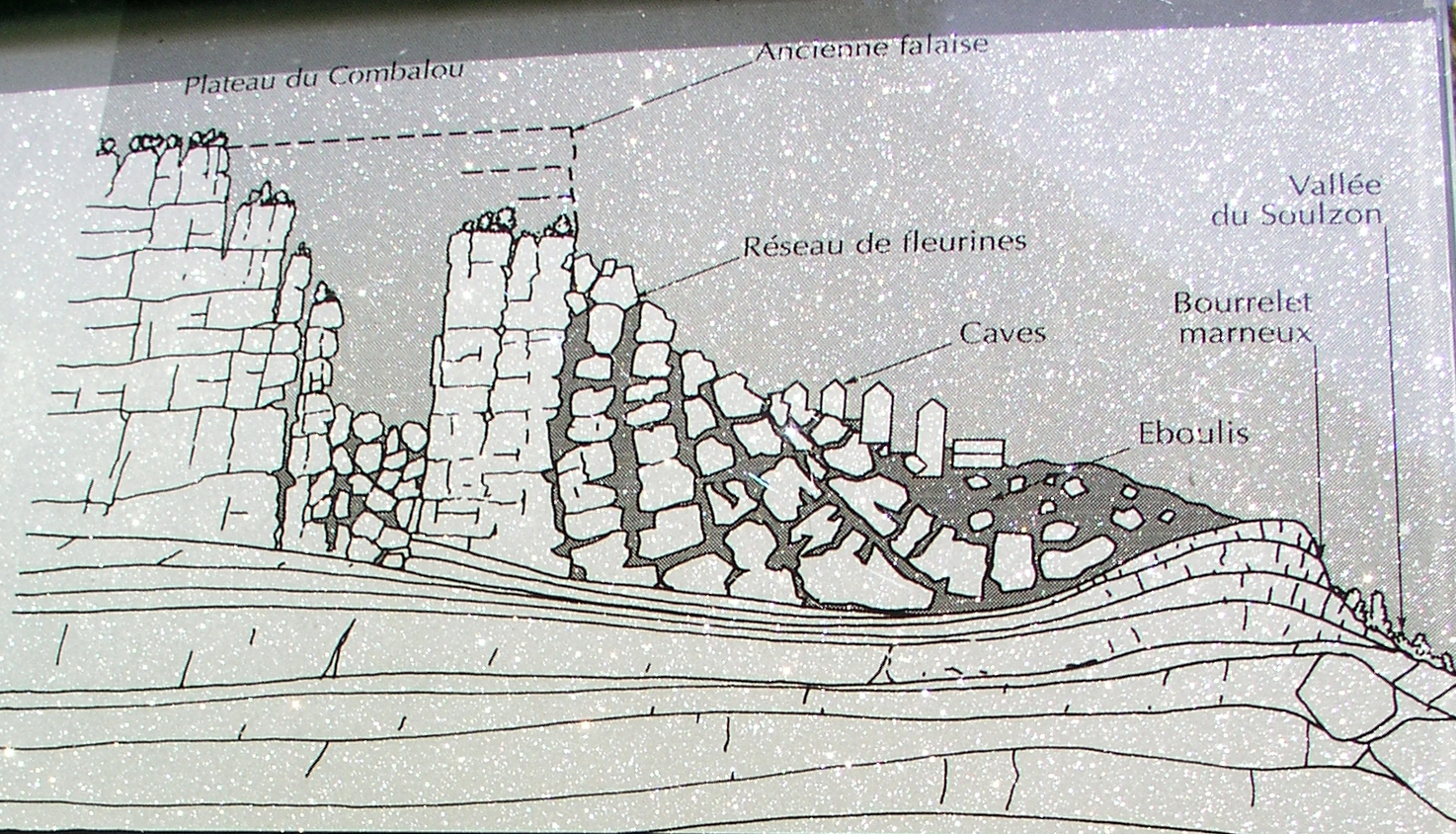
Panneau explicatif sur le sentier des échelles qui mène au Combalou.

Une fleurine est une fissure dans la roche des caves naturelles du sud de la France, dans la région des causses.

## Contexte géologique
Les fleurines sont issues de l'effondrement par gravité des falaises calcaires en bordure de causse. Les blocs entassés ont constitué des cavités, des caves naturelles reliées à l'air libre par les fleurines. Cette communication permet une remarquable régulation thermique et hygrométrique dans les caves.
Le mot vient de l'occitan « flarina » qui veut dire souffler, rappelant le rôle de ventilation naturelle qu'elles jouent dans les caves.

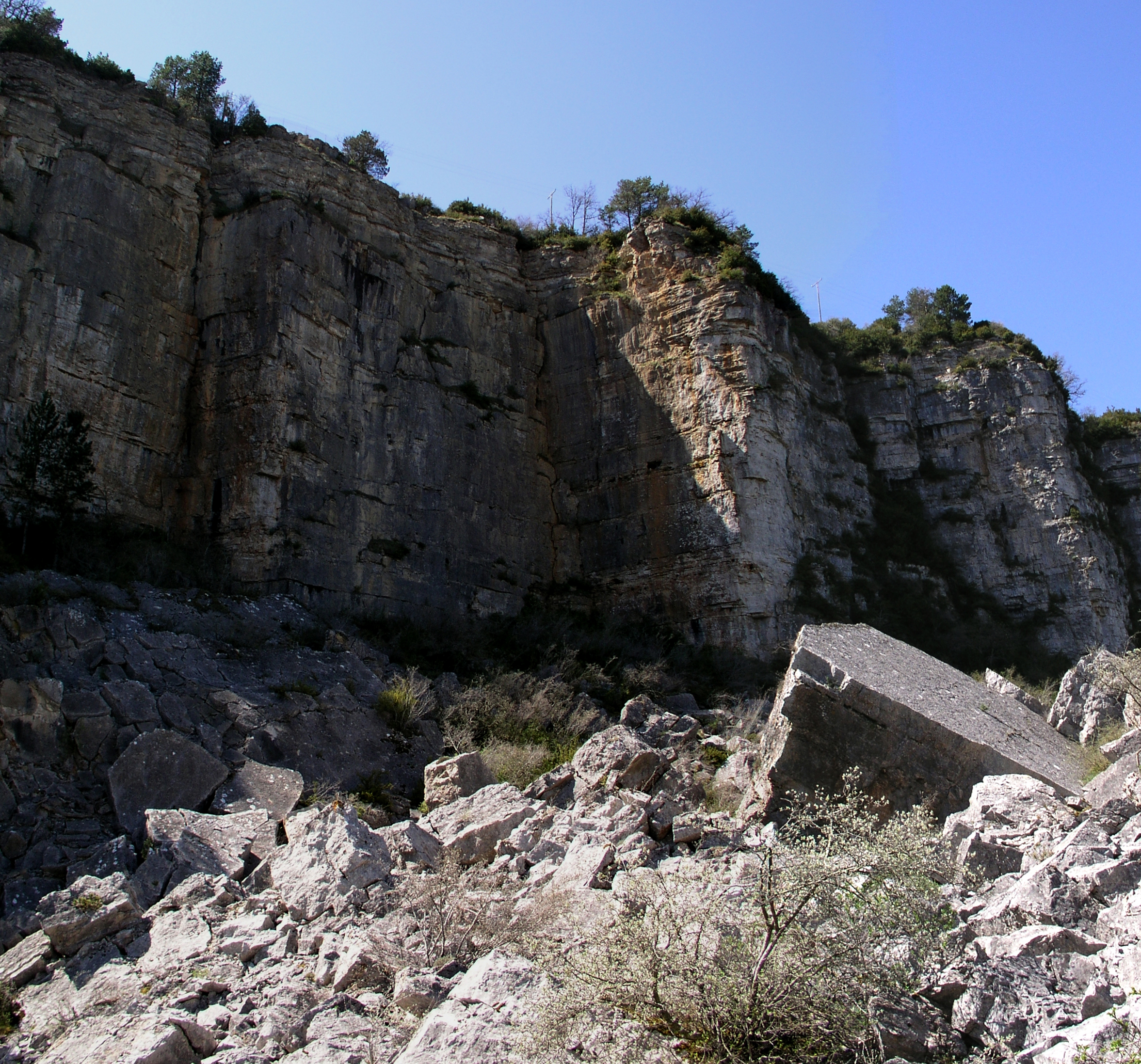
Chaos de blocs au pied du rocher du Combalou.

## Usage économique
Ces caves de Roquefort sont depuis des siècles utilisées pour l'affinage de fromages bleus. Celles du roc du Combalou dans la commune de Roquefort-sur-Soulzon (Aveyron, France) est dédiée au roquefort. Les autres sont dévolues au bleu des causses ou à d'autres fromages comme le bleu de brebis.

## Sources